# Haha
Haha (hangul: 하하, hancha: 哈哈, ur. 20 sierpnia 1979 w Stuttgarcie), właśc. Ha Dong-hoon (hangul: 하동훈) – południowokoreański piosenkarz i artysta estradowy. Znany z roli w sitcomie Nonstop oraz udziału w dwóch popularnych programach rozrywkowych Infinite Challenge stacji MBC oraz Running Man stacji SBS. W 2015 roku prowadził także własny program Ya Man TV na kanale Mnet.

## Biografia

### 2000–2008: Debiut i rosnąca popularność
Haha urodził się 20 sierpnia 1979 roku Stuttgarcie, w Niemczech Zachodnich, jego rodzina przeprowadziła się do Seulu, kiedy był dzieckiem. Jego rodzice są Koreańczykami, matka Kim Ok-jung jest z wykształcenia psychologiem, a starsza siostra, Ha Ju-ri (hangul: 하쥬리) jest pianistką i wykłada na Myongji University. Haha ukończył Daejin University, gdzie zdobył tytuł magistra na kierunku Dramat i Sztuki Piękne. Później został stażystą w Seoul Records i zadebiutował w 2001 roku jako wokalista i raper z zespołem Jikiri. Pomimo szerokiej promocji grupa nie zdobyła popularności i szybko się rozpadła.
W 2002 roku Haha został współprowadzącym program What's Up YO!, u boku MC Monga i Jerome To. Cała trójka stała się później znana jako „What's Up Trio” z powodu ich silnej przyjaźni na ekranie. Haha dołączył później do głównej obsady sitcomu Nonstop 3, skupiającym się na życiu grupy studentów, ich przyjaciół i rodziny. Pozostał w obsadzie do 2003 roku, dzięki czemu zdobył uznanie za jego umiejętności aktorskie i komediowe. W 2004 roku Haha został producentem i prezenterem swojej własnej audycji radiowej z udziałem MC Monga – Haha and Mong's Journey stacji radiowej SBS Power FM.
Po opuszczeniu Nonstop, Haha spędził dwa lata razem z piosenkarzem Taw, w celu przygotowania się do nagrania swojego debiutanckiego albumu zatytułowanego The Beautiful Rhyme Diary. Album został wydany 18 lutego 2005 roku, razem z głównym singlem „Love Song” (kor. 사랑가), ale nie udało mu się zdobyć popularności. W maju 2005 roku pojawił się gościnnie w programie X-man i stał się popularny ze względu na jego imitacje przyjaciela, Kim Jong-kooka. Jego nagły skok popularności pozwolił mu stać się stałym gościem programu X-man.
W grudniu 2005 roku Haha został dodany do obsady programu Infinite Challenge stacji MBC, gdy część formatu programu została zmieniona przez nowego PD, Kim Tae-ho. przed emisją 3 sezonu w 2006 roku, koncepcja i format "programu variety & reality" stały się bardzo popularne, a Infinite Challenge stał się prekursorem wielu programów. W swoim ostatnim odcinku przed rozpoczęciem obowiązkowej służby wojskowej, Haha wystąpił na koncercie partyzanckim w Yeouido Park, który został potajemnie zorganizowany przez współprowadzących program.
W 2006 wrócił jako gość w szóstym i ostatnim sezonie Nonstop. 30 listopada 2007 roku Haha wydał drugi singel "You're My Destiny" (kor. 너는 내 운명), uplasował się na 1. pozycji listy Gaon Chart

### Od 2008: Służba wojskowa,Running Mani kariera muzyczna
W lutym 2008 roku Haha odszedł z Infinite Challenge, aby odbyć obowiązkową służbę jako funkcjonariusz publiczny. Podczas swojej służby współpracował z grupą Davichi w ich utworze "Love and War". Po 24 miesiącach służby wojskowej, 11 marca 2010 roku, został zwolniony ze służby.

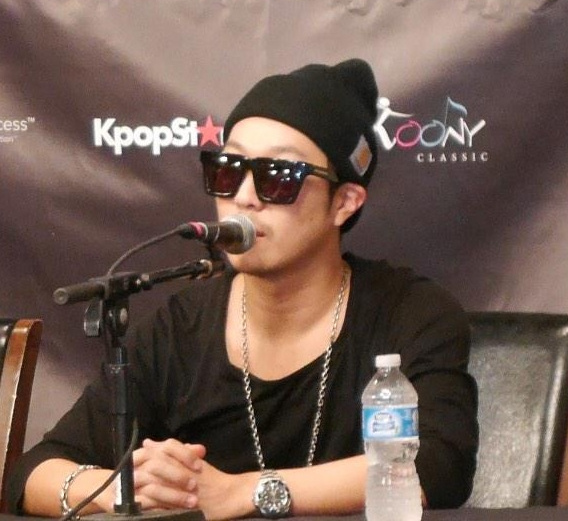
Haha podczas konferencji prasowej podczas trasy Running Man Brothers' US Tour (Dallas, 14 grudnia 2014)

Po zakończeniu służby wojskowej, Haha wrócił jako członek obsady Infinite Challenge, w następstwie próśb innych prowadzących program Yoo Jae-suka i Noh Hong-chula. Haha regularnie występował gościnnie w talk show Yoo Jae-suka, Come to play, a także był jednym z prowadzących Haha-Mong Show, do momentu pojawienia się zarzutów, że MC Mong próbował uciec od służby wojskowej. Od 2010 roku Haha jest jednym z prowadzących program Running Man. 30 grudnia 2011 roku Haha otrzymał nagrodę "Best Entertainer" podczas ceremonii SBS Entertainment Awards za pracę nad Running Man. Podczas ceremonii wręczenia wykonał również singel "Rosa".
W 2012 roku kontynuował muzyczną karierę, współpracując z piosenkarzem Skull przy minialbumie Ya Man!!, który wcześniej był częścią duetu Stony Skunk. Obaj artyści wykonywali główny singel "Busan Vacance" (kor. 부산 바캉스) w kilku programach muzycznych, a Haha wykonał piosenkę razem z pozostałymi członkami obsady Running Man podczas fanmeetingów.
W 2012 roku pojawił się razem z Garym także na siódmym albumie studyjnym Kim Jong-kooka – Journey Home, w piosence "Words I Want to Say to You" (kor. 너에게 하고 싶은 말).
24 stycznia 2013 roku Haha ponownie nawiązał współpracę ze Skullem wydając singel "Don-amdong Melody" (kor. 돈암동 멜로디) oraz singel REGGAErilla. W 2014 roku wraz z Kim Jong-kookiem tworzyli muzyczny duet, Running Man Brothers, i odwiedzili Stany Zjednoczone podczas trasy koncertowej, w lipcu i grudniu.
W 2016 roku Haha wspólnie ze Skullem wydał singel "Love Inside" z gościnnym udziałem Stephena Marleya. Piosenka znalazła się w pierwszej dziesiątce jamajskiej listy teledysków po jej wydaniu.

## Życie prywatne
15 sierpnia 2012 roku poinformowano, że planuje ślub z piosenkarką Byul. Para pobrała się 30 listopada 2012 roku. Pierwszy syn Ha Dream (kor. 하드림) urodził się 9 lipca 2013 roku. Ich drugi syn, Ha Soul (kor. 하소울), urodził się 22 marca 2017 roku.

## Filmografia

### Filmy
| Rok  | Tytuł                                          | Rola                          |
| ---- | ---------------------------------------------- | ----------------------------- |
| 2005 | Love in Magic                                  | Park Dong-sun                 |
| 2006 | My Boss, My Teacher                            | Jin Soo                       |
| 2006 | Who Slept with Her? (kor. 누가 그녀와 잤을까?) | Ahn Myeong-seop (główna rola) |
| 2006 | Holy Daddy (kor. 원탁의 천사)                  | Ha Dong-hoon (główna rola)    |
| 2007 | The Friends                                    | Halibut                       |
| 2007 | Happy Wkręt                                    | Mambo (dubbing)               |
| 2015 | MBC Chuseok Movie Special: Zacznijmy od nowa   | Dan Mulligan (dubbing)        |
| 2016 | Moksum geon yeon-ae                            | cameo                         |

### Jako prezenter telewizyjny
| Rok     | Tytuł                              | Stacja telewizyjna | Uwagi                                                                      |
| ------- | ---------------------------------- | ------------------ | -------------------------------------------------------------------------- |
| 2002–03 | What's up YO!                      | Mnet               | współprowadzący (razem z MC Mong)                                          |
| 2006–08 | Music Bank                         | KBS2               | prowadzący (odszedł w lutym 2008, aby odbyć obowiązkową służbę)            |
| 2007–08 | Happy Shares Company               | KBS2               | współprowadzący (odszedł w lutym 2008, aby odbyć obowiązkową służbę)       |
| 2010    | HahaMong Show                      | SBS                | współprowadzący (razem z MC Mong)                                          |
| 2012–13 | Haha's 19TV Mutiny                 | MBC                | prowadzący                                                                 |
| 2012–13 | Porridge Making Woman, Undying Man | QTV                | współprowadzący (razem z Kim Ok-jung (matką Dong-hoona); do kwietnia 2013) |
| 2015    | Invisible Man                      | KBS                | odcinki 1–12                                                               |
| 2015    | Ya Man TV                          | Mnet               | prowadzący, odc. 1–24                                                      |
| 2015    | Law of the Jungle                  | SBS                | członek, odc. 175–177 (Brunei Hidden Kingdom Special)                      |
| 2016–17 | Talk Road                          | JTBC               | razem z You Hee-yeol; odc. 1-24                                            |
| 2017    | High School Rapper                 | Mnet               | współprowadzący (razem z Jeong Jun-ha, odc. 1-8)                           |
| 2017    | Secret Variety Training Institute  | MBC                | współprowadzący (razem z Noh Hong-chulem)                                  |
| 2005–18 | Infinite Challenge                 | MBC                | współprowadzący (10.2005 – 03.2008, od 03.2010)                            |
| Od 2010 | Running Man                        | SBS                | współprowadzący (od odc. 1)                                                |

### Seriale i programy telewizyjne
| Rok     | Tytuł                            | Stacja telewizyjna | Uwagi                                                                           |
| ------- | -------------------------------- | ------------------ | ------------------------------------------------------------------------------- |
| 2002–03 | Nonstop                          | MBC                | główna rola, sezon 3                                                            |
| 2005–07 | X-Man                            | SBS                | częste występy gościnne                                                         |
| 2006    | Nonstop                          | MBC                | występ gościnny, sezon 6                                                        |
| 2007    | Yi San                           | MBC                | rola gościnna (razem z obsadą Infinite Challenge)                               |
| 2008    | Music Bank                       | KBS2               | wykonał piosenkę “You're My Destiny”                                            |
| 2010    | Win Win                          | KBS                | gościnnie, odc. 109                                                             |
| 2010    | Happy Together                   | KBS2               | gościnnie, odc. 148 (z Kim Tae-won, Yoon Hyung-bin, Jeong Hyeong-don & Defconn) |
| 2011    | Music Bank                       | KBS2               | wykonał piosenkę “Rosa”                                                         |
| 2011    | Happy Together                   | KBS2               | gościnnie, odc. 214, 244                                                        |
| 2012    | Weekly Idol                      | MBC                | odc. 37-38                                                                      |
| 2012    | Hello Counselor                  | KBS World          | odc. 67 (z Yoon Jong-shin, Jo Jung-chi & Taw) odc. 87 ([Skullem & Han Sun-hwa)  |
| 2012    | You Hee-yeol's Sketchbook        | KBS2               | odc. 138                                                                        |
| 2012    | Weekly Idol                      | MBC                | odc. 55 (z Skullem)                                                             |
| 2012    | Go Show                          | SBS                | odc. 4-5                                                                        |
| 2012    | Happy Together                   | KBS2               | odc. 270 (z Park Soo-hong, Suzy & Song Eun-yi)                                  |
| 2012    | You Hee-yeol's Sketchbook        | KBS2               | odc. 145, 156                                                                   |
| 2012    | Star Life Theatre                | KBS                | od 16 do 20 kwietnia                                                            |
| 2013    | Happy Together                   | KBS2               | odc. 311, 331                                                                   |
| 2013    | The Genius                       | tvN                | sezon 1 odc. 5                                                                  |
| 2013    | Moonlight Prince                 | KBS2               | odc. 4                                                                          |
| 2013    | You Hee-yeol's Sketchbook        | KBS2               | odc. 193                                                                        |
| 2014    | Happy Together                   | KBS2               | gościnnie z Sung Si-kyung, Jung Joon-young                                      |
| 2014    | Abnormal Summit                  | JTBC               | odc. 5 ze Skullem                                                               |
| 2015    | Dziewczyna, która widzi zapachy  | SBS                | Cameo z obsadą Running Man                                                      |
| 2015    | You Hee-yeol's Sketchbook        | KBS2               | wykonał utwór “Summer Night OST” ze skullem                                     |
| 2015    | Healing Camp                     | SBS                | odc. 175 (z Byul)                                                               |
| 2016    | Same Bed, Different Dreams       | SBS                | odc. 37 (gość specjalny)                                                        |
| 2016    | Hurry Up, Brother                | ZRTG               | sezon 4 odc. 44 (razem z obsadą Running Man)                                    |
| 2016    | Battle Trip                      | KBS2               | odc. 5-6                                                                        |
| 2016    | Two Yoo Project Sugar Man        | JTBC               | odc. 25                                                                         |
| 2016    | XTM Rebound                      | TVing              | gracz                                                                           |
| 2017    | Happy Together                   | KBS2               | odc. 485                                                                        |
| 2017    | Human Documentary People is Good | MBC                | 8 stycznia 2017                                                                 |
| 2017    | I Can See Your Voice 4           | Mnet               | odc. 2 (ze skullem)                                                             |

## Dyskografia

### Albumy
- The Beautiful Rhyme Diary (18.02.2005)
- Quan Ninomarley A.K.A. Haha Reggae Wave (14.09.2011)
- Acoustic Tuning Time (22.03.2012)

### Single
- "Play" (2005)
- "Love Song" (2005)
- "You're My Destiny" (2007)
- "It's 7 Years" (2008)
- "That's Right, I Can't Sing" (2010)
- "You're My Destiny 2" (2010)
- "Rosa" (2011)
- "Sae Song" (2011)

### Współpraca
Minialbumy
- Ya Man!! (30.07.2012)

Single
- DonAmDong Melody 돈암동 멜로디 (24.01.2013)
- REGGAErilla (27.06.2013)
- Beautiful Girl (13.03.2015)
- Summer Night OST X Reggae Smash (31.07.2015)
- Love Inside (29.03.2016)
- Don't Laugh 웃지마 (02.07.2016)